# Камашады
Камашады (баш. Ҡамашиҙе) — деревня в Султанбековском сельсовете Аскинского района Республики Башкортостан России.

## Население
| 2002 | 2009 | 2010 |
| ---- | ---- | ---- |
| 21   | ↘10  | →10  |

Согласно переписи 2002 года, преобладающая национальность — башкиры (95 %).

## Географическое положение
Расстояние до:
- районного центра (Аскино): 45 км,
- центра сельсовета (Султанбеково): 10 км,
- ближайшей железнодорожной станции (Чернушка): 135 км.